# Alessandro Fè d'Ostiani (pittore)
Alessandro Fè d'Ostiani (detto Sandro) (Torino, 9 aprile 1911 – Roma, 10 marzo 1989) è stato un pittore e tennista italiano.

## Biografia
Nacque da Alfredo e Amalia Casana. Dopo gli studi, aprì uno studio di pittura in via Ponza a Torino e venne richiamato alle armi nel 1942. Fu anche tennista, sociologo e dirigente della Italconsult.

## Opere ed esposizioni
Pittore definito «quasi neo-realista», espose alla XXII Biennale di Venezia (1940), alla III e alla V Quadriennale di Roma (1939 e 1948, edizione ribattezzata Rassegna Nazionale di Arti Figurative). Un suo dipinto ad olio su tela del 1937 (Facciata del Palazzo Reale di Torino, recante sul retro parte di un ritratto maschile) è stato acquistato dalla Galleria d'arte moderna di Milano.